# 斯文江南
《斯文江南》是东方卫视推出的一档文化类节目，由曹可凡主持，聚焦江南文化相关的先贤，邀请嘉宾围坐探讨其文学艺术作品，并身着相应年代服饰演读。第1季节目于2022年1月6日首播，第2季节目于2023年4月14日首播。

## 播出时间
| 分季  | 平台     | 所在地   | 首播日期      | 播出时间      |
| 第1季 | 东方卫视 | 中国大陆 | 2022年1月6日  | 每周四晚22:00 |
| 第2季 | 东方卫视 | 中国大陆 | 2023年4月14日 | 每周五晚20:30 |

## 节目内容

### 第1季
| 期数 | 播出日期      | 城市主题 | 嘉宾演读                                                                     | 非当地籍贯者备注                                                              |
| 1    | 2022年1月6日  | 绍兴风骨 | 李泽锋 演读 王羲之，茅威涛 演读 陆游，鲍国安 演读 王阳明，郝平 演读 鲁迅     | 王羲之曾任会稽内史                                                            |
| 2    | 2022年1月13日 | 绍兴风骨 | 李泽锋 演读 王羲之，茅威涛 演读 陆游，鲍国安 演读 王阳明，郝平 演读 鲁迅     | 王羲之曾任会稽内史                                                            |
| 3    | 2022年1月20日 | 苏州才学 | 李若彤 演读 唐寅，李光复 演读 范仲淹，寇振海 演读 顾炎武，周野芒 演读 金圣叹 |                                                                               |
| 4    | 2022年1月27日 | 苏州才学 | 李若彤 演读 唐寅，李光复 演读 范仲淹，寇振海 演读 顾炎武，周野芒 演读 金圣叹 |                                                                               |
| 5    | 2022年2月2日  | 会通上海 | 孙俪 演读 萧红，陆毅 演读 巴金，佟瑞欣 演读 李叔同，张铁林 演读 徐光启       | 萧红和巴金在上海首次使用其笔名 李叔同在上海得到音乐启蒙教育                   |
| 6    | 2022年2月10日 | 会通上海 | 孙俪 演读 萧红，陆毅 演读 巴金，佟瑞欣 演读 李叔同，张铁林 演读 徐光启       | 萧红和巴金在上海首次使用其笔名 李叔同在上海得到音乐启蒙教育                   |
| 7    | 2022年2月17日 | 诗路宣城 | 郑云龙 演读 文天祥，沈保平 演读 谢朓，严屹宽 演读 杜牧，印小天 演读 李白     | 文天祥曾任宁国府知府 谢朓曾任宣城太守 李白晚年长居宣城 杜牧前后在宣城生活六年 |
| 8    | 2022年2月24日 | 诗路宣城 | 郑云龙 演读 文天祥，沈保平 演读 谢朓，严屹宽 演读 杜牧，印小天 演读 李白     | 文天祥曾任宁国府知府 谢朓曾任宣城太守 李白晚年长居宣城 杜牧前后在宣城生活六年 |
| 9    | 2022年3月3日  | 人间杭州 | 刘涛 演读 李清照，陈晓 演读 金庸，高曙光 演读 苏轼，牛骏峰 演读 郁达夫       | 李清照南渡后蛰居杭州近二十年 金庸曾在杭州《东南日报》当记者 苏轼曾任杭州知州  |
| 10   | 2022年3月10日 | 人间杭州 | 刘涛 演读 李清照，陈晓 演读 金庸，高曙光 演读 苏轼，牛骏峰 演读 郁达夫       | 李清照南渡后蛰居杭州近二十年 金庸曾在杭州《东南日报》当记者 苏轼曾任杭州知州  |

### 第2季
| 期数 | 播出日期      | 城市主题 | 嘉宾演读                                                                     | 非当地籍贯者备注                            |
| 1    | 2023年4月14日 | 诗逸九江 | 岳云鹏 演读 陶渊明，喻恩泰 演读 白居易，李乃文 演读 岳飞                     | 白居易曾任江州司马 岳飞曾任江南西路制置使   |
| 2    | 2023年4月21日 | 诗逸九江 | 岳云鹏 演读 陶渊明，喻恩泰 演读 白居易，李乃文 演读 岳飞                     | 白居易曾任江州司马 岳飞曾任江南西路制置使   |
| 3    | 2023年4月28日 | 嘉兴文儒 | 邓超 演读 徐志摩，俞灏明 演读 茅盾，余皑磊 演读 王国维，罗一舟 演读 萧统     | 萧统曾在乌镇读书                            |
| 4    | 2023年5月5日  | 嘉兴文儒 | 邓超 演读 徐志摩，俞灏明 演读 茅盾，余皑磊 演读 王国维，罗一舟 演读 萧统     | 萧统曾在乌镇读书                            |
| 5    | 2023年5月12日 | 嘉兴文儒 | 邓超 演读 徐志摩，俞灏明 演读 茅盾，余皑磊 演读 王国维，罗一舟 演读 萧统     | 萧统曾在乌镇读书                            |
| 6    | 2023年5月19日 | 金陵文枢 | 李宗翰 演读 李煜，欧阳奋强 演读 曹雪芹，李健 演读 辛弃疾，成泰燊 演读 余光中 | 辛弃疾曾任建康府通判                        |
| 7    | 2023年5月26日 | 金陵文枢 | 李宗翰 演读 李煜，欧阳奋强 演读 曹雪芹，李健 演读 辛弃疾，成泰燊 演读 余光中 | 辛弃疾曾任建康府通判                        |
| 8    | 2023年6月2日  | 金陵文枢 | 李宗翰 演读 李煜，欧阳奋强 演读 曹雪芹，李健 演读 辛弃疾，成泰燊 演读 余光中 | 辛弃疾曾任建康府通判                        |
| 9    | 2023年6月16日 | 湖州清远 | 唐嫣 演读 管道昇，陈龙 演读 陆羽，吴樾 演读 吴承恩                           | 陆羽在湖州前后居住40余年 吴承恩曾任长兴县丞 |
| 10   | 2023年6月30日 | 湖州清远 | 唐嫣 演读 管道昇，陈龙 演读 陆羽，吴樾 演读 吴承恩                           | 陆羽在湖州前后居住40余年 吴承恩曾任长兴县丞 |